# Heilig Geist (Köln-Weiden)

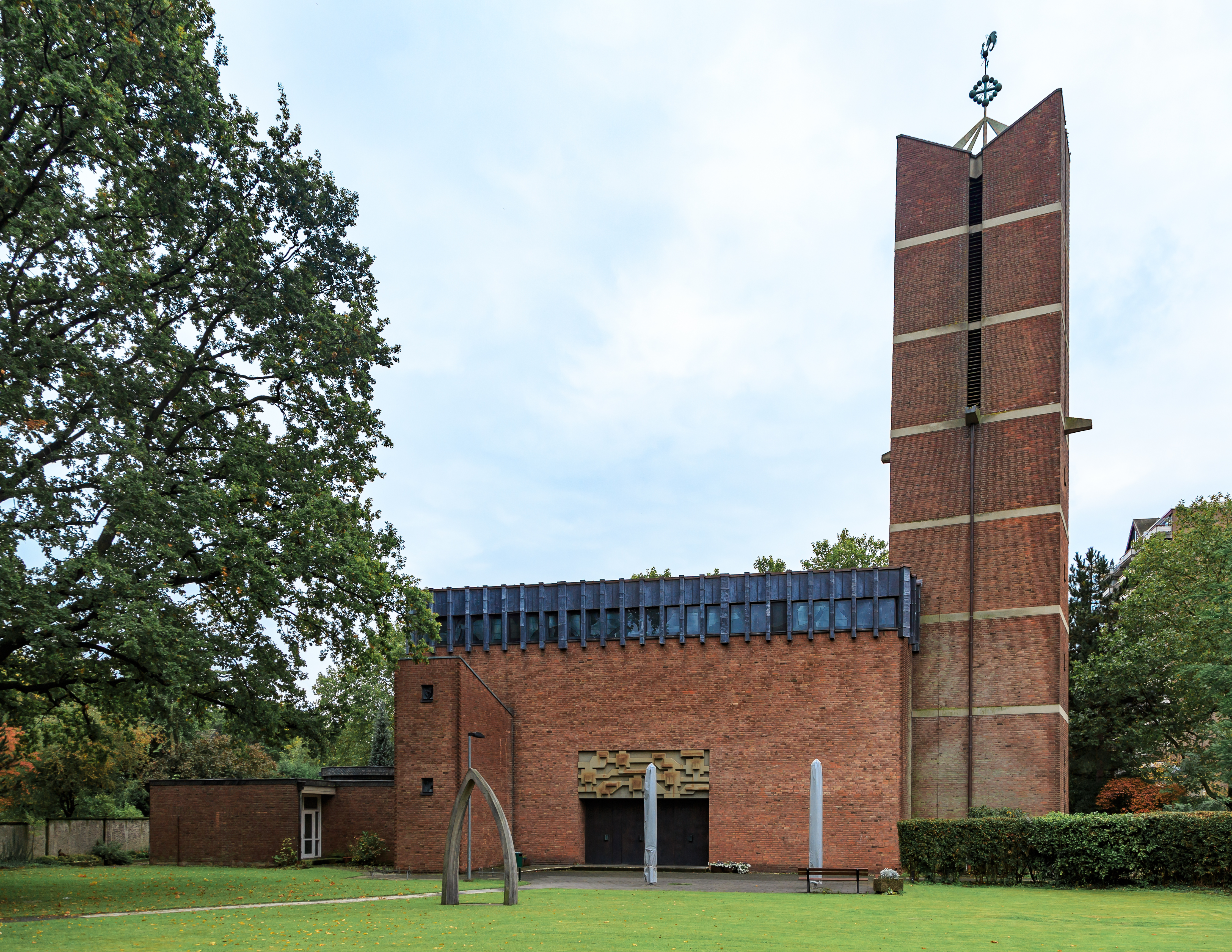
Portalseite und Turm

Heilig Geist ist eine katholische Kirche im Kölner Stadtteil Weiden, die in den Jahren 1966 bis 1970 nach Plänen des Architekten Bernhard und Bernd Rotterdam erbaut wurde.

## Geschichte
Heilig Geist gehört zur Pfarrgemeinde  St. Marien (heute St. Franziskus) in Weiden, deren Marienkirche von 1927 ursprünglich als Notkirche konzipiert worden war und dem zunehmenden Bevölkerungswachstum des Stadtteils Ende der 1960er Jahre nicht mehr gewachsen war. Der Auftrag an das Büro Rotterdam enthielt neben den räumlichen Anforderungen nach dem Zweiten Vatikanischen Konzil den Wunsch, die Kirche habe dem „Empfinden des modernen Menschen […] Rechnung [zu] tragen“, solle jedoch keine extremen, experimentellen Formen haben.
Nach dem Kauf eines Grundstücks und den ersten Vorplanungen 1965 begann man im Januar 1966 mit dem Bau der neuen Kirche, die am 17. September 1972 durch den Kölner Weihbischof Augustinus Frotz als Heilig-Geist-Kirche offiziell geweiht wurde. Gottesdienstlich genutzt hatte die Gemeinde das Gebäude bereits seit Mai 1970.
Der Bau des umgebenden Pfarrzentrum dauerte noch bis 1977.

## Baubeschreibung

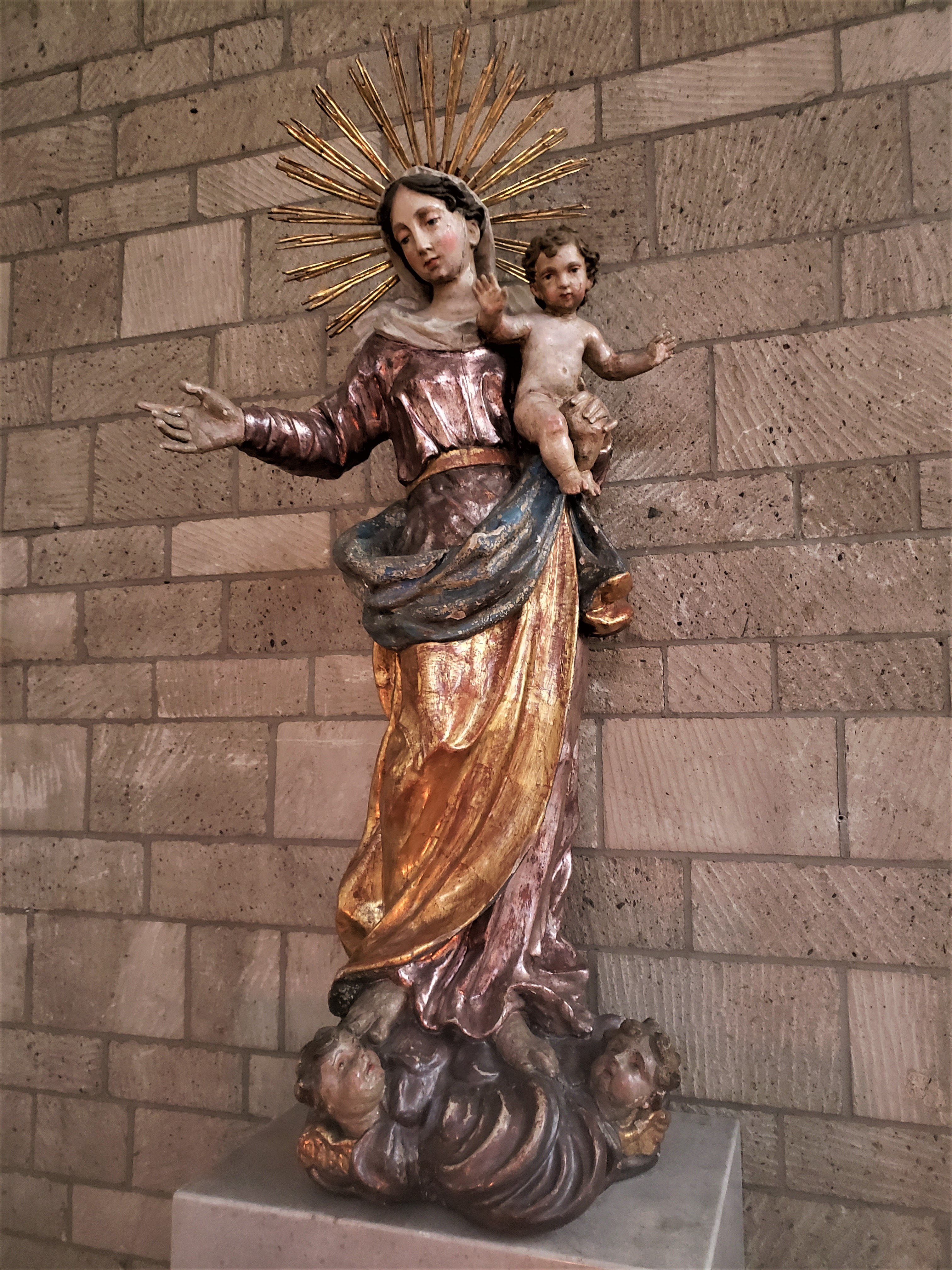
Barocke Madonna

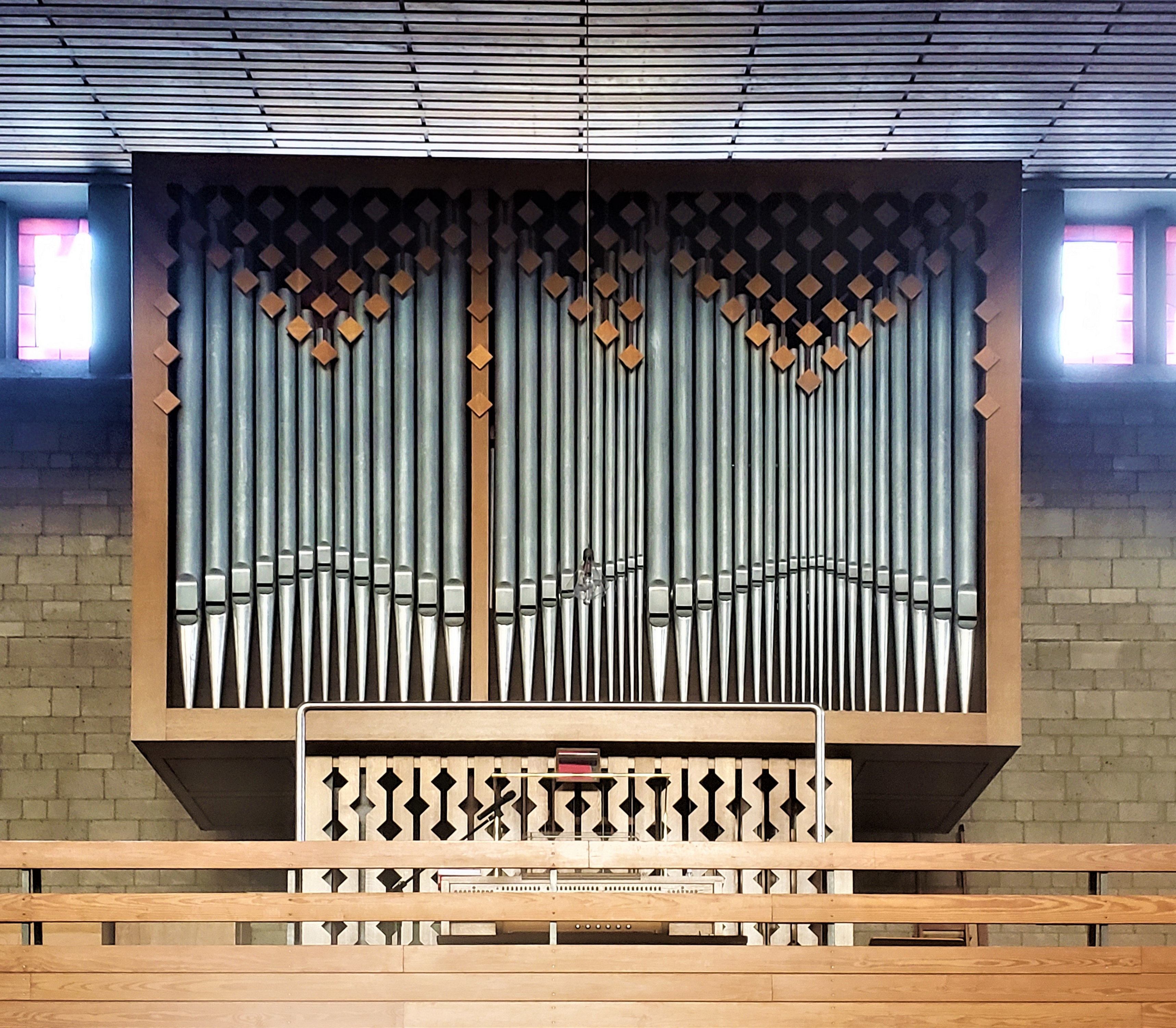
Orgelprospekt

Ein bis auf ein Fenster an der Traufe völlig geschlossener, polygonaler Backsteinbau wird an der Seite von einem hohen Turm auf rechteckigem Grundriss überragt. Die Dachfläche fällt bis zur breitesten Stelle Baukörpers zunächst ab, danach wieder an und erreicht dann über dem schmal aus dem Grundriss hervortretenden Chor ihren höchsten Punkt. Das rundherum laufende Fensterband wird vom Dach mit einer kronenartigen Bleiverkleidung strukturiert, was den fensterlosen Wänden einen markanten Abschluss verleiht. An der Portalseite kragt bis unterhalb dieser Verkleidung der Treppenaufgang zur Orgelempore mit zwei kleinen Fenstern heraus. Ebenso separiert ist das zylindrische Treppenhaus des Turms, welches sich zweigeschossig an Turm- und Kirchenbaukörper anschmiegt.
Der Turm ist wie der Hauptbau in Ziegelbauweise ausgeführt und wird etagenweise mit horizontalen Betonstreifen gegliedert. Seine Spitze hat die Form einer leichten Einkerbung und geht an allen vier Seiten in senkrechte, mittig über drei Geschosse verlaufende Schlitzöffnungen über.
Das Eingangsportal, das mit einem Betonrelief als Sturz versehen ist, führt in eine Vorhalle, über der die Orgelempore von vier schlanken Stützen getragen wird. Von hier gelangt man zum Taufort bzw. der Werktagskapelle – einem eingeschossigen Anbau – und in die Marienkapelle im Turm. Zum Chor hin senkt sich der Boden leicht ab, so dass die erhöhte Altarnische noch dynamischer wirkt. Vier statisch nicht unbedingt erforderliche schlanke Betonsäulen strukturieren den Raum um die Gemeinde herum – was dem eigentlichen Ziel, die Gemeinde um den Altar zu gruppieren, etwas widerspricht.
Links vom Eingangsbereich liegt eine niedrige Tauf- und Werktagskapelle, die von oben von einer runden Lichtkuppel mit Fensterbändern beleuchtet wird.
Das Innere ist hell belichtet durch das umlaufende Fensterband, das sich an der Altarrückwand verbreitert und mit einer nach unten zeigenden Spitze den Altar als wichtigsten Ort der Kirche „markiert“. Die helle Raumwirkung wird noch verstärkt von der Verwendung heller Tuffsteine als Wandmaterial. Die aufsteigende Decke ist mit Holz verkleidet.

## Ausstattung
Neben dem Altartisch aus grauem Marmor sowie Tabernakel, Ambo und Priesterbänken schuf der Bildhauer Sepp Hürten auch die Wetterfahne auf dem Turm und das Betonrelief über dem Eingangsportal. Gegenüber vom Tabernakel, das die rechte Wandseite vor der Chornische einnimmt, befindet sich eine barocke Madonna. Das Taufbecken stammt von Gerhard Biermann aus dem Jahr 1983.
Die bleiverglasten Fenster in Antik- und Opalglas schuf – bis auf drei kleine quadratische Scheiben unbekannter Herkunft in der Marienkapelle – der Künstler Ludwig Schaffrath in den 1990er Jahren. Bei den violett-hellgrauen Fensterbändern kulminiert seine abstrakte Komposition in einer Assoziation eines Auges.
Die zweimanualige Orgel mit 27 Registern aus dem Jahr 1981 stammt aus der Werkstatt von Romanus Seifert. Ihr Prospekt wurde vom Architekten selbst entworfen.
Das vierstimmige Bronzegeläut der Glockengießerei Mabilon wurde 1974 eingebaut. Die Schlagtöne der einzelnen Glocken sind d1–f1–g1–b1